# سلطان احمد
سلطان احمد، روستایی است از توابع بخش مرکزی شهرستان سلماس استان آذربایجان غربی ایران.

## درباره‌ی روستا
این روستا در دهستان لکستان قرار داشته و بر اساس سرشماری سال ۱۳۸۵ جمعیت آن ۱۳۷۹نفر (۳۴۶ خانوار) 
بوده است.
مردم سلطان احمد بسیار خونگرم، مهمان‌نواز و با فرهنگ هستند
اکثر مردم روستا به دامداری‌و کشاورزی مشغولند 
محصولات دامی و لبنی سلطان احمد بسیار باکیفیت و در بین اهالی شهرستان زبانزد هست.
روستا مرکز تولید مهمترین محصولات کشاورزی نیز هست، از جمله تخمه آفتاب گردان، چغندر، ذرت و گندم، و همچنین میتوان به محصولات باغی ازجمله سیب، انگور، گردو، گیلاس، آلبالو، هلو‌و .. اشاره کرد.
این روستا قبل از اصلاحات ارضی زمان شاه متعلق به 'میرزا' جعفر محمودی بود .

## زبان
زبان اهالی ترکی آذربایجانی هست